# Irisbus Civis
Il Civis è una gamma di filobus e di autobus a guida vincolata ottica prodotta dalla Irisbus.

## Il sistema

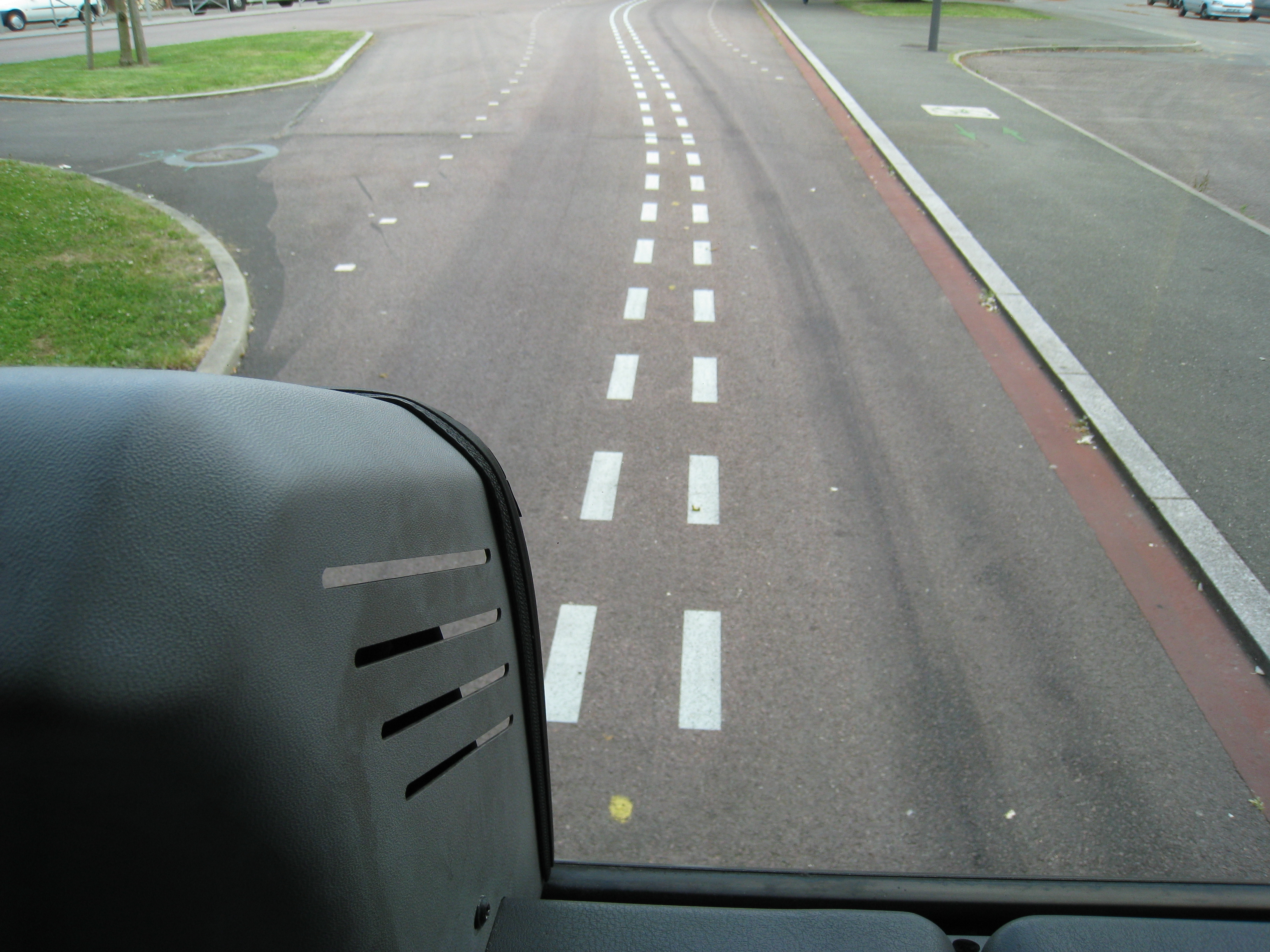
A sinistra in primo piano la telecamera e nell'asfalto le strisce bianche "lette" da essa

Il Civis è un mezzo simile ai classici filobus o autobus, ma dotato di una telecamera con un sensore ottico nella parte anteriore. Il sensore legge un'apposita segnaletica orizzontale composta da una doppia striscia di linee discontinue bianche presente lungo il percorso e lo sterzo viene fatto ruotare automaticamente in modo tale che il veicolo segua le linee, mantenendo la traiettoria costante, senza necessità dell'ausilio umano, ma solo con l'elaborazione dei dati raccolti dai sensori ottici. In caso di necessità, la traiettoria automatica può non essere rispettata: è comunque presente un conducente a bordo, che in questi casi ha il compito di guidare il mezzo agendo manualmente sul volante, come in un classico veicolo stradale.
Grazie alla guida automatica ottica, il Civis si può avvicinare alle banchine delle fermate permettendo un accesso a raso. Il veicolo non richiede la realizzazione di corsie riservate o altre infrastrutture particolari, ma solo della segnaletica orizzontale lungo i percorsi che deve coprire.
Il peso totale a terra (PTT) non supera il limite fissato dal Codice della Strada Italiano di 10000 kg per asse e a pieno carico.
Il sistema di guida automatica con sensore ottico, denominato commercialmente come Optiguide, è prodotto dalla Siemens Transportation Systems (STS) ed è installato anche negli autobus Irisbus Agora e Irisbus Citelis utilizzati a Rouen.

## Commercializzazione
Il Civis nella versione per Bologna fu omologato dal Ministero delle Infrastrutture e dei Trasporti come filobus.
Dati tecnici:
- lunghezza: 18,430 m;
- larghezza: 2,550 m;
- altezza: 3,400 m.
- peso totale a pieno carico 30000 kg.
- Passeggeri: 145[4].

L'Irisbus Civis, ad oggi, è in funzione in due città: a Castellón de la Plana (Spagna) dal 2008,  in versione filobus, e a Las Vegas (USA) dal 2004, in versione autobus.

### La vicenda di Bologna
Fu prevista la messa in esercizio del Civis a Bologna, in quanto il veicolo risultò vincitore della gara di appalto che prevedeva la messa in servizio di un mezzo a guida vincolata con propulsione sia elettrica che tramite motori diesel. Le strade e le corsie su cui il mezzo avrebbe dovuto circolare richiedevano come unico intervento la verniciatura delle strisce bianche per la guida ottica, mentre le banchine e le piazzole dovevano essere comunque realizzate per consentire un migliore accesso ai disabili e sarebbero state utilizzate anche da tutti gli altri mezzi dell'allora ATC (oggi TPER). I lavori furono avviati nel 2007 dall'amministrazione guidata dal sindaco Sergio Cofferati, ma vennero interrotti nell'ottobre 2011 a causa del mancato parere positivo del Ministero delle Infrastrutture sulla sicurezza del mezzo. 
Il progetto è stato quindi abbandonato ed i 49 mezzi, acquistati mentre i lavori non erano ancora terminati, sono rimasti inutilizzati nei depositi TPER. Successivamente, nel novembre 2012, il comune di Bologna e Irisbus hanno siglato un accordo per la sostituzione dei 49 Civis acquistati e mai utilizzati con altrettanti Irisbus Crealis Neo, un filobus anch'esso di produzione Irisbus con caratteristiche tecniche simili al Civis ma con guida di tipo tradizionale, che utilizza la guida vincolata solo per l'accostamento a raso alle banchine delle fermate. 
Il 2 febbraio 2016 il sindaco di Bologna Virginio Merola ha inaugurato la messa in strada dei Crealis su linee tradizionali, senza guida ottica.
Al 2022, i Crealis vengono utilizzati sulle linee 13 (Borgo Panigale - Rastignano), 14 (Pilastro/Due Madonne - Barca) e 15 (Piazza XX Settembre - San Lazzaro Pertini).

## Confronti con altri sistemi

### Phileas
Un sistema simile all'Optiguide per quanto riguarda il mantenimento della traiettoria costante è il Phileas.
Questo sistema, per mantenere la traiettoria costante, si basa su guide magnetiche annegate nell'asfalto, mentre quello della Siemens si basa sull'elaborazione, per mezzo di un sensore ottico (una telecamera posta nella parte anteriore), dell'apposita segnaletica orizzontale posta sull'asfalto.

### O-Bahn
Un altro sistema simile all'Optiguide, per quanto riguarda il mantenimento della traiettoria costante, è l'O-Bahn, che utilizza autobus parzialmente modificati con percorsi vincolati meccanicamente.